# Asterion II
Die Asterion II ist ein 1991 als Ishikari in Dienst gestelltes Fährschiff der griechischen Reederei Blue Star Ferries. Sie fährt in Charter von Superfast Ferries auf der Strecke zwischen Patras, Igoumenitsa und Venedig.

## Geschichte
Die Ishikari wurde am 3. Juli 1990 unter der Baunummer 1183 in der Werft von Mitsubishi Heavy Industries in Kōbe auf Kiel gelegt und lief am 8. November 1990 vom Stapel. Nach der Ablieferung an die japanische Reederei Taiheiyō Ferry am 18. März 1991 nahm das Schiff im selben Monat den Fährdienst zwischen Nagoya, Sendai und Tomakomai auf. Die Ishikari ersetzte ihre gleichnamige Vorgängerin von 1974.
Nach 20 Jahren im Liniendienst wurde die Ishikari im März 2011 an Weihai Jiadong International Shipping mit Sitz in Panama verkauft und anschließend in den nächsten vier Jahren zwischen Weihai und Pyeongtaek eingesetzt. Ab dem 26. August 2015 lag das Schiff ausgemustert in Weihai. Ab Februar 2016 war es unter der Flagge von Sierra Leone aufgelegt.
Im März 2018 wurde das Schiff an ein zur griechischen Reederei Blue Star Ferries gehörendes Unternehmen verkauft. Nach Umbauarbeiten in Attika nahm das nun in Zypern registrierte und in Asterion II umbenannte Schiff am 28. Juni 2018 den Dienst auf der von der griechischen Reederei ANEK Lines betriebenen Fährverbindung zwischen Patras, Igoumenitsa und Venedig auf, die das Schiff dafür für mehrere Jahre mit einer Kaufoption gechartert hatte. Anfang 2022 übernahm die griechische Reederei Superfast Ferries die Charter und setzt das Schiff weiter zwischen Patras, Igoumenitsa und Venedig ein.